# 1839 en Bretagne
 Chronologie de la Bretagne
- 1835
- 1836
- 1837
- 1838
- 1839
- 1840
- 1841
- 1842
- 1843

Cette page recense des événements qui se sont produits durant l'année 1839 en Bretagne.

## Société

### Naissance

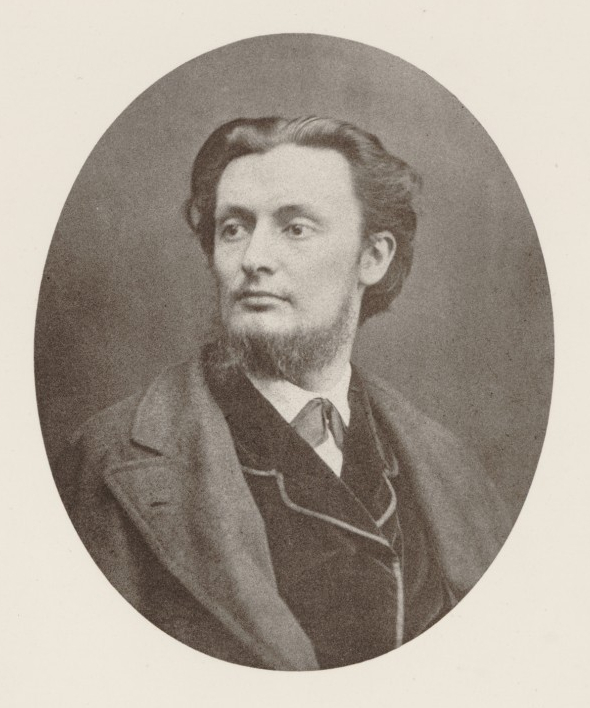
Armand Gouzien

- 4 février à Brest : Armand Gouzien, mort le 14 août 1892 à Saint-Pierre-Port (Guernesey), musicien, journaliste et fonctionnaire français.